# Minh Đức (Bắc Giang)
Minh Đức is een xã in huyện Việt Yên, een district in de Vietnamese provincie Bắc Giang.
Minh Đức ligt in het noorden van het district.